# The X-Files: I Want to Believe
The X-Files: I Want to Believe és la segona pel·lícula basada en la sèrie de televisió, The X-Files, després de The X-Files: Fight the Future el 1998. Aquesta seqüela és dirigida pel creador de la sèrie Chris Carter, i està escrita per ell mateix junt amb Frank Spotnitz. En un inici, el film va ser anticipat al novembre del 2001, en acabar-se la novena temporada de la sèrie televisiva. Aquest nou lliurament es va començar a rodar el mes de desembre de l'any 2007, a Vancouver, i es va finalitzar l'abril de l'any següent, estrenant-se el 24 de juliol del 2008.

## Argument
La trama se centra en el segrest d'un grup de dones als turons de Virgínia, sobre el qual, l'única pista que es té són una sèrie de restes humanes trobats sobre la neu. Amb l'ajuda d'un sacerdot que té visions sobre el fet, la policia local descobreix un experiment mèdic secret que podria estar relacionat amb la desaparició. Malgrat que els agents Mulder i Scully no desitgen tornar al seu fosc passat, seran els únics capaços de resoldre aquest misteri.

## Repartiment
- David Duchovny com Fox Mulder
- Gillian Anderson com Dana Scully
- Mitch Pileggi com Walter Skinner
- Amanda Peet com l'Agent Especial de l'FBI, Dakota Whitney
- Xzibit com l'Agent Mosley Drummy
- Billy Connolly com Padre Joe